# Партизанское (Сумская область)
Партизанское (укр. Партизанське) — посёлок в Новослободском сельском совете Путивльского района Сумской области Украины.
Код КОАТУУ — 5923886302. Население по переписи 2001 года составляло 10 человек.

## Географическое положение
Посёлок Партизанское находится в урочище Ровное.
Вокруг посёлка много ирригационных каналов.